# Selección de fútbol sub-17 de Marruecos
La Selección de fútbol sub-17 de Marruecos, conocida también como la Selección infantil de fútbol de Marruecos, es el equipo representativo del país en la Copa Mundial de Fútbol Sub-17 y en el Campeonato Africano Sub-17, así como en otros torneos de la categoría; y es controlada por la Real Federación Marroquí de Fútbol.

## Palmarés
- Campeonato Africano Sub-17: 1
  -  Campeón (1): 2025
  -  Subcampeón (1): 2023
  - Cuarto Lugar (1): 2013

- Torneo Sub-17 de la UNAF: 4
  - 2007, 2011, 2018, 2022

## Estadísticas

### Mundial FIFA U-16 y U-17
| Año   | Ronda            | Pos.         | J            | G            | E            | P            | GF           | GC           |
| ----- | ---------------- | ------------ | ------------ | ------------ | ------------ | ------------ | ------------ | ------------ |
| 1985  | No clasificó     | No clasificó | No clasificó | No clasificó | No clasificó | No clasificó | No clasificó | No clasificó |
| 1987  | No clasificó     | No clasificó | No clasificó | No clasificó | No clasificó | No clasificó | No clasificó | No clasificó |
| 1989  | No clasificó     | No clasificó | No clasificó | No clasificó | No clasificó | No clasificó | No clasificó | No clasificó |
| 1991  | No clasificó     | No clasificó | No clasificó | No clasificó | No clasificó | No clasificó | No clasificó | No clasificó |
| 1993  | No clasificó     | No clasificó | No clasificó | No clasificó | No clasificó | No clasificó | No clasificó | No clasificó |
| 1995  | No clasificó     | No clasificó | No clasificó | No clasificó | No clasificó | No clasificó | No clasificó | No clasificó |
| 1997  | No clasificó     | No clasificó | No clasificó | No clasificó | No clasificó | No clasificó | No clasificó | No clasificó |
| 1999  | No clasificó     | No clasificó | No clasificó | No clasificó | No clasificó | No clasificó | No clasificó | No clasificó |
| 2001  | No clasificó     | No clasificó | No clasificó | No clasificó | No clasificó | No clasificó | No clasificó | No clasificó |
| 2003  | No clasificó     | No clasificó | No clasificó | No clasificó | No clasificó | No clasificó | No clasificó | No clasificó |
| 2005  | No clasificó     | No clasificó | No clasificó | No clasificó | No clasificó | No clasificó | No clasificó | No clasificó |
| 2007  | No clasificó     | No clasificó | No clasificó | No clasificó | No clasificó | No clasificó | No clasificó | No clasificó |
| 2009  | No clasificó     | No clasificó | No clasificó | No clasificó | No clasificó | No clasificó | No clasificó | No clasificó |
| 2011  | No clasificó     | No clasificó | No clasificó | No clasificó | No clasificó | No clasificó | No clasificó | No clasificó |
| 2013  | Octavos de final | 10.º         | 4            | 2            | 0            | 2            | 8            | 5            |
| 2015  | No clasificó     | No clasificó | No clasificó | No clasificó | No clasificó | No clasificó | No clasificó | No clasificó |
| 2017  | No clasificó     | No clasificó | No clasificó | No clasificó | No clasificó | No clasificó | No clasificó | No clasificó |
| 2019  | No clasificó     | No clasificó | No clasificó | No clasificó | No clasificó | No clasificó | No clasificó | No clasificó |
| 2023  | Cuartos de final | 7.º          | 5            | 2            | 1            | 2            | 6            | 5            |
| 2025  | Clasificado      | Clasificado  | Clasificado  | Clasificado  | Clasificado  | Clasificado  | Clasificado  | Clasificado  |
| Total | 3/20             | 39.º         | 9            | 4            | 1            | 4            | 14           | 10           |

### Torneo CAF U-17
| Año   | Ronda          | Pos.         | J            | G            | E            | P            | GF           | GC           |
| ----- | -------------- | ------------ | ------------ | ------------ | ------------ | ------------ | ------------ | ------------ |
| 1995  | No clasificó   | No clasificó | No clasificó | No clasificó | No clasificó | No clasificó | No clasificó | No clasificó |
| 1997  | No clasificó   | No clasificó | No clasificó | No clasificó | No clasificó | No clasificó | No clasificó | No clasificó |
| 1999  | No clasificó   | No clasificó | No clasificó | No clasificó | No clasificó | No clasificó | No clasificó | No clasificó |
| 2001  | No clasificó   | No clasificó | No clasificó | No clasificó | No clasificó | No clasificó | No clasificó | No clasificó |
| 2003  | No clasificó   | No clasificó | No clasificó | No clasificó | No clasificó | No clasificó | No clasificó | No clasificó |
| 2005  | No clasificó   | No clasificó | No clasificó | No clasificó | No clasificó | No clasificó | No clasificó | No clasificó |
| 2007  | No clasificó   | No clasificó | No clasificó | No clasificó | No clasificó | No clasificó | No clasificó | No clasificó |
| 2009  | No clasificó   | No clasificó | No clasificó | No clasificó | No clasificó | No clasificó | No clasificó | No clasificó |
| 2011  | No clasificó   | No clasificó | No clasificó | No clasificó | No clasificó | No clasificó | No clasificó | No clasificó |
| 2013  | Cuarto lugar   | 4.º          | 5            | 2            | 2            | 1            | 10           | 5            |
| 2015  | No clasificó   | No clasificó | No clasificó | No clasificó | No clasificó | No clasificó | No clasificó | No clasificó |
| 2017  | No clasificó   | No clasificó | No clasificó | No clasificó | No clasificó | No clasificó | No clasificó | No clasificó |
| 2019  | Fase de grupos | 7.°          | 3            | 0            | 1            | 2            | 2            | 4            |
| 2023  | Subcampeón     | 2.°          | 6            | 3            | 1            | 2            | 8            | 5            |
| 2025  | Campeón        | 1.°          | 6            | 3            | 3            | 0            | 11           | 1            |
| Total | 4/14           |              | 20           | 8            | 7            | 5            | 31           | 15           |

### Torneo UNAF U-17
| Año   | Ronda        | J            | G            | E            | P            | GF           | GC           |              |
| ----- | ------------ | ------------ | ------------ | ------------ | ------------ | ------------ | ------------ | ------------ |
| 2006  | No participó | No participó | No participó | No participó | No participó | No participó | No participó | No participó |
| 2007  | Campeón      | 3            | 2            | 1            | 0            | 5            | 1            |              |
| 2008  | 3.º Lugar    | 3            | 1            | 0            | 2            | 3            | 5            |              |
| 2008  | 5.º Lugar    | 4            | 1            | 1            | 2            | 3            | 4            |              |
| 2009  | Subcampeón   | 3            | 1            | 1            | 1            | 3            | 3            |              |
| 2009  | 3.º Lugar    | 2            | 0            | 2            | 0            | 1            | 1            |              |
| 2010  | 4.º lugar    | 3            | 0            | 1            | 2            | 1            | 5            |              |
| 2011  | Campeón      | 2            | 1            | 1            | 0            | 2            | 0            |              |
| 2012  | No participó | No participó | No participó | No participó | No participó | No participó | No participó |              |
| 2012  | 3.º Lugar    | 2            | 1            | 0            | 1            | 1            | 1            |              |
| 2014  | Subcampeón   | 2            | 1            | 0            | 1            | 3            | 4            |              |
| 2015  | 3.º lugar    | 2            | 0            | 1            | 1            | 2            | 4            |              |
| 2016  | 5.º lugar    | 3            | 1            | 1            | 1            | 7            | 5            |              |
| 2017  | 4.º lugar    | 3            | 0            | 1            | 2            | 4            | 5            |              |
| 2018  | Campeón      | 3            | 3            | 0            | 0            | 7            | 2            |              |
| 2018  | Subcampeón   | 3            | 2            | 1            | 0            | 11           | 2            |              |
| 2022  | Subcampeón   | 4            | 2            | 1            | 1            | 4            | 1            |              |
| 2022  | Campeón      | 3            | 3            | 0            | 0            | 5            | 1            |              |
| Total | 16/19        | 45           | 19           | 12           | 14           | 62           | 44           |              |